# Квалификације за Светско првенство у фудбалу 2022 – Конкакаф трећи круг
Треће коло мечева Конкафа за квалификације за Светско првенство 2022. године, названо Октогонал (за осам тимова који учествују), одиграно је од септембра 2021. до марта 2022. године. Канада (први пут у квалификацијама од 1986. године), Мексико и Сједињене Државе су се квалификовале за Светско првенство у фудбалу 2022, док је Костарика напредовала у међуконфедерацијски плеј-оф. У овом колу елиминисани су Панама, Јамајка, Салвадор и Хондурас.
Утакмица одиграна, 16. новембра 2021. године, између Канаде и Мексика, одржана у Едмонтону, означила је најхладнију утакмицу одиграну у историји мексичког фудбала, која је почела на -9 °C  (16 °F) уз јаку снежну олују дан раније. Утакмицу је видело 2,1 милион гледалаца у Сједињеним Државама на дан њеног првобитног емитовања, чиме је постао најгледанији спортски догађај Телемунда од финала Копа Америке 2019. године.

## Формат такмичења
Осам тимова (тимови Конкакафа рангирани од 1 до 5. на основу ФИФА ранг-листе из јула 2020. и три победника другог кола) играло је један против другог код куће и у гостима у роунд-робин формату за укупно 14 утакмица по тиму . Три најбоља тима су се квалификовала за Светско првенство у фудбалу 2022. године, док је четвртопласирани тим прошао у међуконфедерационо доигравање у Катару.

## Квалификовани тимови
Пет најбољих тимова на основу ФИФА ранг-листе из јула 2020. године (приказано у заградама) добило је слободно у трећем кругу. Ради прегледности, три победника другог круга су приказана са њиховим ФИФА ранг листама од јула 2020. године.
| Слободни до трећег кола                                                                     | Победници другог кола                          |
| ------------------------------------------------------------------------------------------- | ---------------------------------------------- |
| 1. Мексико (11) 2. Сједињене Државе (22) 3. Костарика (46) 4. Јамајка (48) 5. Хондурас (62) | 1. Салвадор (69) 2. Канада (73) 3. Панама (81) |

## Извлачење
Жреб за треће коло одржан је, заједно са жребом за прво коло, 19. августа 2020. у 19:00 CEST (UTC+2), у седишту ФИФА у Цириху, у Швајцарској.
Тимови су извучени из једног шешира, а затим им је додељена позиција (од 1 до 8) како би се одредио распоред утакмица. Идентитет три победника другог круга није био познат у време жребања.
Напомена: Подебљани тимови су се квалификовали за Светско првенство. Костарика се пласирала у плеј-оф међу конфедерацијама.
| Позиција код извлачења | Репрезентација   |
| ---------------------- | ---------------- |
| 1                      | Канада           |
| 2                      | Хондурас         |
| 3                      | Салвадор         |
| 4                      | Сједињене Државе |
| 5                      | Панама           |
| 6                      | Костарика        |
| 7                      | Мексико          |
| 8                      | Јамајка          |

## Крајња табела
| Поз. | Селекција        | Бод | Ут | По | Не | D  | ГД | ГП | ГР  |
| ---- | ---------------- | --- | -- | -- | -- | -- | -- | -- | --- |
| 1    | Канада           | 28  | 14 | 8  | 4  | 2  | 23 | 7  | +16 |
| 2    | Мексико          | 28  | 14 | 8  | 4  | 2  | 17 | 8  | +9  |
| 3    | Сједињене Државе | 25  | 14 | 7  | 4  | 3  | 21 | 10 | +11 |
| 4    | Костарика        | 25  | 14 | 7  | 4  | 3  | 13 | 8  | +5  |
| 5    | Панама           | 21  | 14 | 6  | 3  | 5  | 17 | 19 | –2  |
| 6    | Јамајка          | 11  | 14 | 2  | 5  | 7  | 12 | 22 | –10 |
| 7    | Салвадор         | 10  | 14 | 2  | 4  | 9  | 8  | 18 | –10 |
| 8    | Хондурас         | 4   | 14 | 0  | 4  | 10 | 7  | 26 | –19 |

|           | Мексико | Сједињене Америчке Државе | Костарика | Јамајка | Хондурас | Салвадор | Канада | Панама |
| --------- | ------- | ------------------------- | --------- | ------- | -------- | -------- | ------ | ------ |
| Мексико   |         | 0 : 0                     | 0 : 0     | 2 : 1   | 3 : 0    | 2 : 0    | 1 : 1  | 1 : 0  |
| САД       | 2 : 0   |                           | 2 : 1     | 2 : 0   | 3 : 0    | 1 : 0    | 1 : 1  | 5 : 1  |
| Костарика | 0 : 1   | 2 : 0                     |           | 1 : 1   | 2 : 1    | 2 : 1    | 1 : 0  | 1 : 0  |
| Јамајка   | 1 : 2   | 1 : 1                     | 0 : 1     |         | 2 : 1    | 1 : 1    | 0 : 0  | 0 : 3  |
| Хондурас  | 0 : 1   | 1 : 4                     | 0 : 0     | 0 : 2   |          | 0 : 2    | 0 : 2  | 2 : 3  |
| Салвадор  | 0 : 2   | 0 : 0                     | 1 : 2     | 1 : 1   | 0 : 0    |          | 0 : 2  | 1 : 0  |
| Канада    | 2 : 1   | 2 : 0                     | 1 : 0     | 4 : 0   | 1 : 1    | 0 : 1    |        | 4 : 1  |
| Панама    | 1 : 1   | 1 : 0                     | 0 : 0     | 3 : 2   | 1 : 1    | 2 : 1    | 1 : 0  |        |

## Утакмице

### Дан 1.
| Канада                  | 1 : 1                               | Хондурас                      |
| ----------------------- | ----------------------------------- | ----------------------------- |
| - Кајл Ларин 66’ (пен.) | Извештај (FIFA) Извештај (Конкакаф) | - Александер Лопез 40’ (пен.) |

| Панама | 0 : 0                               | Костарика |
| ------ | ----------------------------------- | --------- |
|        | Извештај (FIFA) Извештај (Конкакаф) |           |

| Мексико                               | 2 : 1                               | Јамајка              |
| ------------------------------------- | ----------------------------------- | -------------------- |
| - Алексис Вега 50’ - Хенри Мартин 89’ | Извештај (ФИФА) Извештај (Конкакаф) | - Шамар Николсон 65’ |

| Салвадор | 0 : 0                               | Сједињене Државе |
| -------- | ----------------------------------- | ---------------- |
|          | Извештај (ФИФА) Извештај (Конкакаф) |                  |

### Дан 2
| Јамајка | 0 : 3                               | Панама                                                             |
| ------- | ----------------------------------- | ------------------------------------------------------------------ |
|         | Извештај (ФИФА) Извештај (Конкакаф) | - Андрес Андраде 14’ - Роландо Блекбурн 39’ - Сесилио Вотермен 82’ |

| Салвадор | 0 : 0                               | Хондурас |
| -------- | ----------------------------------- | -------- |
|          | Извештај (ФИФА) Извештај (Конкакаф) |          |

| Костарика | 0 : 1                               | Мексико                       |
| --------- | ----------------------------------- | ----------------------------- |
|           | Извештај (ФИФА) Извештај (Конкакаф) | - Орбелин Пинеда 45+1’ (пен.) |

| Сједињене Државе      | 1 : 1                               | Канада           |
| --------------------- | ----------------------------------- | ---------------- |
| - Брендон Аронсон 55’ | Извештај (ФИФА) Извештај (Конкакаф) | - Кајл Ларин 62’ |

### Дан 3.
| Канада                                                        | 3 : 0                               | Салвадор |
| ------------------------------------------------------------- | ----------------------------------- | -------- |
| - Атиба Хачинсон 6’ - Џонатан Дејвид 11’ - Тажон Бјуканан 59’ | Извештај (ФИФА) Извештај (Конкакаф) |          |

| Панама                 | 1 : 1                               | Мексико                   |
| ---------------------- | ----------------------------------- | ------------------------- |
| - Роландо Блекбурн 28’ | Извештај (ФИФА) Извештај (Конкакаф) | - Хесус Мануел Корона 76’ |

| Костарика       | 1 : 1                               | Јамајка              |
| --------------- | ----------------------------------- | -------------------- |
| - Џими Марин 3’ | Извештај (ФИФА) Извештај (Конкакаф) | - Шамар Николсон 47’ |

| Хондурас          | 1 : 4                               | Сједињене Државе                                                                         |
| ----------------- | ----------------------------------- | ---------------------------------------------------------------------------------------- |
| - Брајан Моја 27’ | Извештај (ФИФА) Извештај (Конкакаф) | - Ентони Робинсон 48’ - Рикардо Пепи 75’ - Брендон Еронсон 86’ - Себастијан Летгет 90+3’ |

### Дан 4.
| Сједињене Државе        | 2 : 0                               | Јамајка |
| ----------------------- | ----------------------------------- | ------- |
| - Рикардо Пепи 49’, 62’ | Извештај (ФИФА) Извештај (Конкакаф) |         |

| Хондурас | 0 : 0                               | Костарика |
| -------- | ----------------------------------- | --------- |
|          | Извештај (ФИФА) Извештај (Конкакаф) |           |

| Мексико            | 1 : 1                               | Канада               |
| ------------------ | ----------------------------------- | -------------------- |
| - Хорхе Санчез 21’ | Извештај (ФИФА) Извештај (Конкакаф) | - Џонатан Осорио 42’ |

| Салвадор              | 1 : 0                               | Панама |
| --------------------- | ----------------------------------- | ------ |
| - Енрико Ернандез 37’ | Извештај (ФИФА) Извештај (Конкакаф) |        |

### Дан 5.
| Јамајка | 0 : 0                               | Канада |
| ------- | ----------------------------------- | ------ |
|         | Извештај (ФИФА) Извештај (Конкакаф) |        |

| Костарика                                   | 2 : 1                               | Салвадор            |
| ------------------------------------------- | ----------------------------------- | ------------------- |
| - Брајан Руиз 52’ - Келсо Борхез 58’ (пен.) | Извештај (ФИФА) Извештај (Конкакаф) | - Хаиро Енрикез 12’ |

| Панама             | 1 : 0                               | Сједињене Државе |
| ------------------ | ----------------------------------- | ---------------- |
| - Анибал Годој 54’ | Извештај (ФИФА) Извештај (Конкакаф) |                  |

| Мексико                                                               | 3 : 0                               | Хондурас |
| --------------------------------------------------------------------- | ----------------------------------- | -------- |
| - Себастијан Кордова 18’ - Рохелио Фунес Мори 76’ - Ирвинг Лозано 86’ | Извештај (ФИФА) Извештај (Конкакаф) |          |

### Дан 6.
| Сједињене Државе                                | 2 : 1                               | Костарика         |
| ----------------------------------------------- | ----------------------------------- | ----------------- |
| - Серхињо Дест 25’ - Лајонел Мореира 66’ (а.г.) | Извештај (ФИФА) Извештај (Конкакаф) | - Кијшер Фулер 1’ |

| Канада                                                                                   | 4 : 1                               | Панама                |
| ---------------------------------------------------------------------------------------- | ----------------------------------- | --------------------- |
| - Михаел Муриљо 28’ (а.г.) - Алфонсо Дејвис 66’ - Тажон Буканан 71’ - Џонатан Дејвид 78’ | Извештај (ФИФА) Извештај (Конкакаф) | - Роландо Блекбурн 5’ |

| Хондурас | 0 : 2                               | Јамајка                            |
| -------- | ----------------------------------- | ---------------------------------- |
|          | Извештај (ФИФА) Извештај (Конкакаф) | - Кемар Руфи 38’ - Ониел Фишер 79’ |

| Салвадор | 0 : 2                               | Мексико                                       |
| -------- | ----------------------------------- | --------------------------------------------- |
|          | Извештај (ФИФА) Извештај (Конкакаф) | - Ектор Морено 30’ - Раул Именез 90+3’ (пен.) |

### Дан 7.
| Хондурас                            | 2 : 3                               | Панама                                                     |
| ----------------------------------- | ----------------------------------- | ---------------------------------------------------------- |
| - Алберт Елис 30’ - Брајан Моја 59’ | Извештај (ФИФА) Извештај (Конкакаф) | - Сесилио Вотерман 77’ - Сезар Јанис 81’ - Ерик Дејвис 85’ |

| Салвадор           | 1 : 1                               | Јамајка             |
| ------------------ | ----------------------------------- | ------------------- |
| - Алекс Ролдан 90’ | Извештај (ФИФА) Извештај (Конкакаф) | - Мајкл Антонио 82’ |

| Канада               | 1 : 0                               | Костарика |
| -------------------- | ----------------------------------- | --------- |
| - Џонатан Дејвид 57’ | Извештај (ФИФА) Извештај (Конкакаф) |           |

| Сједињене Државе                            | 2 : 0                               | Мексико |
| ------------------------------------------- | ----------------------------------- | ------- |
| - Кристијан Пулисио 74’ - Вестон Мекени 85’ | Извештај (ФИФА) Извештај (Конкакаф) |         |

### Дан 8.
| Јамајка             | 1 : 1                               | Сједињене Државе  |
| ------------------- | ----------------------------------- | ----------------- |
| - Мајкл Антонио 22’ | Извештај (ФИФА) Извештај (Конкакаф) | - Тимоти Веја 11’ |

| Костарика                               | 2 : 1                               | Хондурас           |
| --------------------------------------- | ----------------------------------- | ------------------ |
| - Оскар Дуарте 20’ - Херсон Торес 90+5’ | Извештај (ФИФА) Извештај (Конкакаф) | - Ромел Кијото 35’ |

| Панама                                     | 2 : 1                               | Салвадор            |
| ------------------------------------------ | ----------------------------------- | ------------------- |
| - Сесилио Вотерман 50’ - Фреди Гондола 52’ | Извештај (ФИФА) Извештај (Конкакаф) | - Хаиро Ернандез 1’ |

| Канада                  | 2 : 1                               | Мексико           |
| ----------------------- | ----------------------------------- | ----------------- |
| - Кајл Ларин 45+2’, 52’ | Извештај (ФИФА) Извештај (Конкакаф) | - Ектор Ерера 90’ |

### Дан 9.
| Сједињене Државе      | 1 : 0                               | Салвадор |
| --------------------- | ----------------------------------- | -------- |
| - Ентони Робинсон 52’ | Извештај (ФИФА) Извештај (Конкакаф) |          |

| Јамајка            | 1 : 2                               | Мексико                              |
| ------------------ | ----------------------------------- | ------------------------------------ |
| Данијел Џонсон 50’ | Извештај (ФИФА) Извештај (Конкакаф) | - Енри Мартин 82’ - Алексис Вега 83’ |

| Хондурас | 0 : 2                               | Канада                                            |
| -------- | ----------------------------------- | ------------------------------------------------- |
|          | Извештај (ФИФА) Извештај (Конкакаф) | - Денил Малдонадо 10’ (а.г.) - Џонатан Дејвид 73’ |

| Костарика         | 1 : 0                               | Панама |
| ----------------- | ----------------------------------- | ------ |
| - Брајан Руиз 65’ | Извештај (ФИФА) Извештај (Конкакаф) |        |

### Дан 10.
| Канада                               | 2 : 0                               | Сједињене Државе |
| ------------------------------------ | ----------------------------------- | ---------------- |
| - Кајл Ларин 7’ - Сем Адекугбе 90+5’ | Извештај (ФИФА) Извештај (Конкакаф) |                  |

| Панама                                                            | 3 : 2                               | Јамајка                                    |
| ----------------------------------------------------------------- | ----------------------------------- | ------------------------------------------ |
| - Џаваин Браун 43’ (а.г.) - Ерик Дејвис 51’ - Азмахар Аријано 69’ | Извештај (ФИФА) Извештај (Конкакаф) | - Мајкл Антонио 5’ (пен.) - Андре Греј 87’ |

| Мексико | 0 : 0                               | Костарика |
| ------- | ----------------------------------- | --------- |
|         | Извештај (ФИФА) Извештај (Конкакаф) |           |

| Хондурас | 0 : 2                               | Салвадор                                 |
| -------- | ----------------------------------- | ---------------------------------------- |
|          | Извештај (ФИФА) Извештај (Конкакаф) | - Нелсон Бониља 35’ - Дарвин Серен 90+2’ |

### Дан 11.
| Јамајка | 0 : 1                               | Костарика        |
| ------- | ----------------------------------- | ---------------- |
|         | Извештај (ФИФА) Извештај (Конкакаф) | Џоел Кампбел 62’ |

| Сједињене Државе                                                 | 3 : 0                               | Хондурас |
| ---------------------------------------------------------------- | ----------------------------------- | -------- |
| - Вестон Мекени 8’ - Волкер Зимерман 37’ - Кристијан Пулишић 67’ | Извештај (ФИФА) Извештај (Конкакаф) |          |

| Салвадор | 0 : 2                               | Канада                                      |
| -------- | ----------------------------------- | ------------------------------------------- |
|          | Извештај (ФИФА) Извештај (Конкакаф) | - Атиба Хачинсон 66’ - Џонатан Дејвид 90+3’ |

| Мексико                 | 1 : 0                               | Панама |
| ----------------------- | ----------------------------------- | ------ |
| Раул Хименез 80’ (пен.) | Извештај (ФИФА) Извештај (Конкакаф) |        |

### Дан 12.
| Јамајка          | 1 : 1                               | Салвадор            |
| ---------------- | ----------------------------------- | ------------------- |
| - Андре Греј 72’ | Извештај (ФИФА) Извештај (Конкакаф) | - Ерик Завалета 21’ |

| Панама                 | 1 : 1                               | Хондурас          |
| ---------------------- | ----------------------------------- | ----------------- |
| - Роландо Блекбурн 23’ | Извештај (ФИФА) Извештај (Конкакаф) | - Кевин Лопез 65’ |

| Мексико | 0 : 0                               | Сједињене Државе |
| ------- | ----------------------------------- | ---------------- |
|         | Извештај (ФИФА) Извештај (Конкакаф) |                  |

| Костарика            | 1 : 0                               | Канада |
| -------------------- | ----------------------------------- | ------ |
| - Келсо Борхес 45+1’ | Извештај (ФИФА) Извештај (Конкакаф) |        |

### Дан 13.
| Канада                                                                                | 4 : 0                               | Јамајка |
| ------------------------------------------------------------------------------------- | ----------------------------------- | ------- |
| - Кајл Ларин 13’ - Тежон Буканан 44’ - Џуниор Хојлет 83’ - Адријан Мариапа 88’ (а.г.) | Извештај (ФИФА) Извештај (Конкакаф) |         |

| Салвадор          | 1 : 2                               | Костарика                                   |
| ----------------- | ----------------------------------- | ------------------------------------------- |
| Кристијан Гил 31’ | Извештај (ФИФА) Извештај (Конкакаф) | - Антони Контрерас 30’ - Џоел Кемпбел 45+1’ |

| Сједињене Државе                                                                       | 5 : 1                               | Панама           |
| -------------------------------------------------------------------------------------- | ----------------------------------- | ---------------- |
| - Кристијан Пулишић 17’ (пен.), 45+4’ (пен.), 65’ - Пол Ариола 23’ - Хесус Фереира 27’ | Извештај (ФИФА) Извештај (Конкакаф) | Анибал Годој 86’ |

| Хондурас | 0 : 1                               | Мексико           |
| -------- | ----------------------------------- | ----------------- |
|          | Извештај (ФИФА) Извештај (Конкакаф) | Едсон Алварез 70’ |

### Дан 14.
| Панама             | 1 : 0                               | Канада |
| ------------------ | ----------------------------------- | ------ |
| Габријел Торес 49’ | Извештај (ФИФА) Извештај (Конкакаф) |        |

| Јамајка                                       | 2 : 1                               | Хондурас                |
| --------------------------------------------- | ----------------------------------- | ----------------------- |
| - Леон Бејли 39’ (пен.) - Равел Морисон 45+2’ | Извештај (ФИФА) Извештај (Конкакаф) | Анхел Тахеда 18’ (пен.) |

| Мексико                                      | 2 : 0                               | Салвадор |
| -------------------------------------------- | ----------------------------------- | -------- |
| - Уриел Антуна 17’ - Раул Хименез 43’ (пен.) | Извештај (ФИФА) Извештај (Конкакаф) |          |

| Костарика                                      | 2 : 0                               | Сједињене Државе |
| ---------------------------------------------- | ----------------------------------- | ---------------- |
| - Хуан Пабло Варгас 51’ - Антони Контрерас 59’ | Извештај (ФИФА) Извештај (Конкакаф) |                  |

## Статистика

### Стрелци
6. голова
- Кајл Ларин

5. голова
- Џонатан Дејвид
- Кристијан Пулишић

## Белешке
1. 1 2 3  Идентитет тима непознат у време жребања.
2. ↑  Утакмица Панама против Мексика првобитно је била заказана за 8. септембар 2021. у 20:05 по локалном времену, али је поново заказана за 19:05 по локалном времену пошто је Панама задржала поноћни полицијски час као превентивну меру против пандемије Ковид 19 у Панами..[14]
3. ↑  Утакмица Јамајка - Салвадор првобитно је била заказана за 24. септембар 2021. у 19:00 по локалном времену,[15] али је понмерено за 18:05 по локалном времену.[16]